# Heinrich Keßler (Politiker)
Heinrich Keßler (* 16. Mai 1852 in Oberbimbach im Landkreis Fulda; † 5. Dezember 1928 in Arolsen) war Abgeordneter des Provinziallandtages der preußischen Provinz Hessen-Nassau.

## Leben
Heinrich Keßler wurde als Sohn des kurhessischen Forstbeamten Gottfried Wilhelm Keßler und dessen Gemahlin Maria Theresia Henkel geboren. Nach dem Besuch der Forstakademie Hannoversch Münden war er bei den Forstämtern Zierenberg und Naumburg beschäftigt, bevor er in Ehlen im Habichtswald im Jahre 1890 die Stelle des Forstmeisters antrat. Keßler war politisch aktiv und erhielt 1917 ein Mandat für den Kurhessischen Kommunallandtag des Regierungsbezirks Kassel, aus dessen Mitte er zum Abgeordneten des Provinziallandtages der Provinz Hessen-Nassau bestimmt wurde. 
Später wurde Keßler Mitglied ehrenhalber der Forstakademischen Gesellschaft Freia.